# Bo Goldman

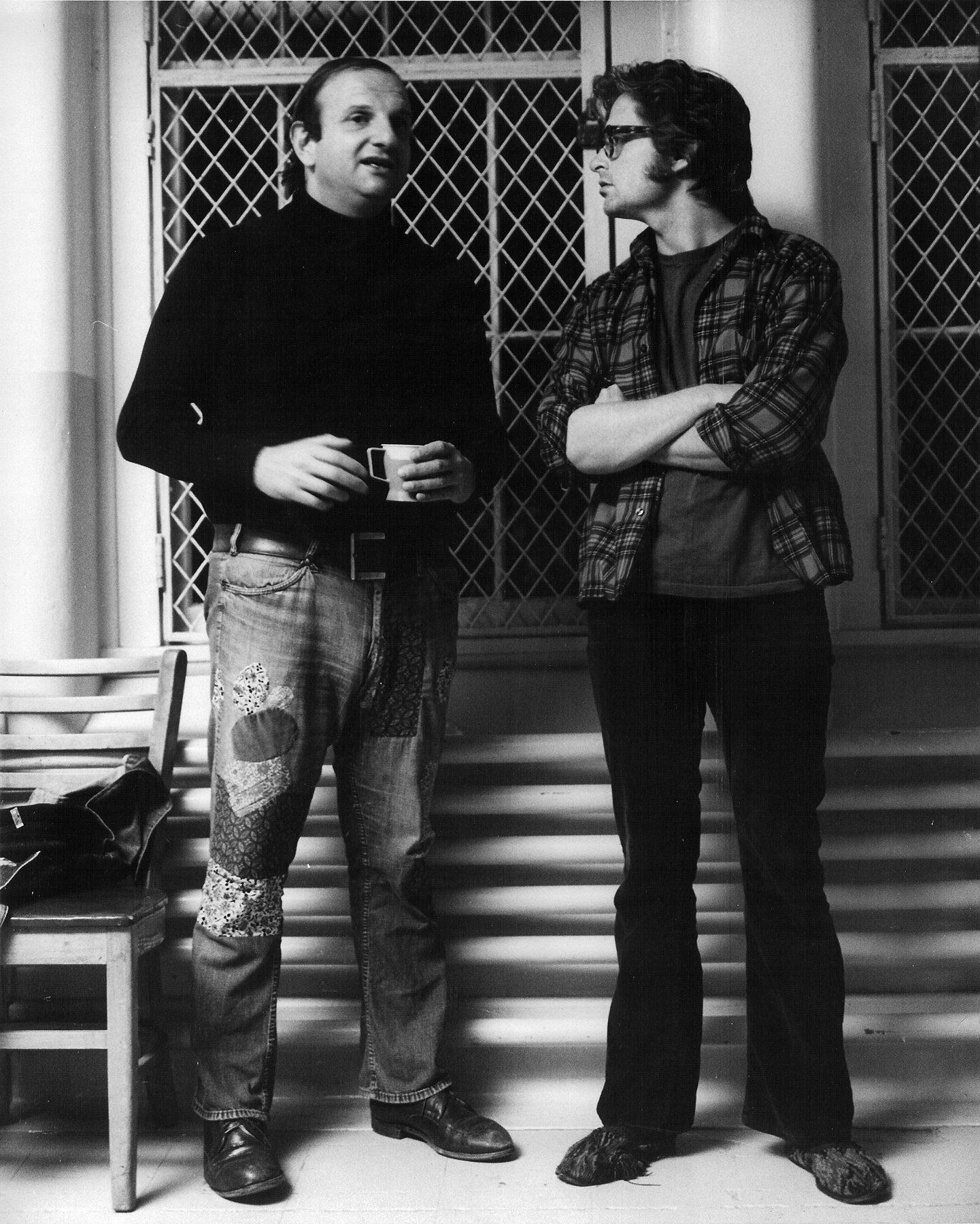
Bo Goldman (links) mit Michael Douglas, 1975 am Set von Einer flog über das Kuckucksnest

Robert „Bo“ Spencer Goldman (* 10. September 1932 in New York City; † 25. Juli 2023 in Helendale, Kalifornien) war ein US-amerikanischer Drehbuchautor. Er gewann 1976 den Oscar für das beste adaptierte Drehbuch zu Einer flog über das Kuckucksnest und 1981 den Oscar für das beste Originaldrehbuch zu dem Film Melvin und Howard.

## Leben und Wirken
Goldmans Vater Julian besaß eine Kette von Bekleidungsgeschäften mit 42 Filialen in 11 Staaten, die während der Weltwirtschaftskrise in Schwierigkeiten geriet und vier Monate vor Goldmans Geburt Bankrott ging. Goldman studierte an der Princeton University, wo er 1953 einen Bachelor-Abschluss erwarb. Schon in Princeton engagierte er sich im Princeton Triangle Club, einer bekannten Theatergruppe der Universität. Nach drei Jahren Wehrdienst in der US Army fand er eine Stellung als Assistent des Komponisten Jule Styne und schrieb kurze Texte für das Fernsehen. 1959 wurde er einer der Librettisten von Stynes Musical First Impressions.
Die nächsten Jahre arbeitete Goldman weiter für das Fernsehen, aber der erhoffte Erfolg als Autor blieb aus. Sein erstes Drehbuch, Shoot the Moon, schrieb er Anfang der 1970er-Jahre über ein Ehepaar in einer Beziehungskrise. Doch niemand wollte daraus einen Film produzieren. Auch Regisseur Milos Forman hatte das Drehbuch gelesen, war aber so beeindruckt, dass er Goldman für die Adaption von Ken Keseys Roman Einer flog über das Kuckucksnest engagierte. Goldman wurde 1976 für diese Arbeit gemeinsam mit Lawrence Hauben mit einem Oscar für das beste adaptierte Drehbuch ausgezeichnet. Weitere Erfolge stellten sich ein mit The Rose (1979) und Melvin und Howard (1980), für den er seinen zweiten Drehbuch-Oscar, diesmal für das beste Originaldrehbuch, gewann. Auch sein erstes Drehbuch wurde schließlich 1982 von Alan Parker verfilmt. 1992 wurde Goldman für sein Drehbuch für Der Duft der Frauen noch einmal für einen Oscar nominiert.
Bo Goldman war von 1954 bis zu ihrem Tod im Jahr 2017 mit Mab Ashforth verheiratet und Vater von sechs Kindern, von denen einige ebenfalls in der Filmindustrie tätig geworden sind. Goldmans Tochter Mia Goldman arbeitete als Cutterin (My Big Fat Greek Wedding – Hochzeit auf griechisch), seine Tochter Diana Rathbun wurde als Produzentin von Wolfgang Petersens Troja bekannt, eine weitere Tochter, Serena Rathbun, ist Kostümbildnerin, sein Sohn Justin Ashforth war Ende der 1990er bzw. zu Beginn der 2000er Jahre als Schauspieler tätig. Goldmans Schwiegersohn ist der Filmproduzent und Regisseur Todd Field.
Er starb am 25. Juli 2023 im kalifornischen Helendale im Alter von 90 Jahren.

## Auszeichnungen (Auswahl)
Academy Awards
- 1976 – Oscar-Auszeichnung für Einer flog über das Kuckucksnest
- 1981 – Oscar Auszeichnung für Melvin und Howard
- 1993 – Nominierung für Der Duft der Frauen

Golden Globes
- 1976 – Auszeichnung für Einer flog über das Kuckucksnest
- 1993 – Auszeichnung für Der Duft der Frauen

## Filmografie
- 1975: Einer flog über das Kuckucksnest (One Flew Over The Cuckoo’s Nest)
- 1979: The Rose
- 1980: Melvin und Howard (Melvin and Howard)
- 1981: Du oder beide (Shoot the Moon)
- 1981: Ragtime – Nicht im Abspann
- 1984: Swing Shift – Liebe auf Zeit (Swing Shift)
- 1984: Flamingo Kid (The Flamingo Kid)
- 1988: Little Nikita
- 1990: Dick Tracy – Nicht im Abspann
- 1992: Der Duft der Frauen (Scent of a Woman)
- 1996: City Hall
- 1998: Rendezvous mit Joe Black (Meet Joe Black)
- 2000: Der Sturm (The Perfect Storm) (nicht im Abspann aufgeführt)